# Twisted Pair
Pour plus de détails, voir Fiche technique et Distribution.
Twisted Pair est un film écrit, réalisé et produit par Neil Breen, sorti en 2018.

## Synopsis
Cale et cade, deux jumeaux identiques, vivent une vie normale à passer du temps à la plage avec leur chien jusqu'au jour où ils sont choisis par une intelligence supérieure qui les arrachent à leur famille et les transforme en humanoïdes hybrides dotés de pouvoirs. L'intelligence leur demande ensuite de combattre le mal et les démons de l'humanité. Mais Cale rate les épreuves et se fait retirer ses pouvoirs.

## Fiche technique
- Titre : Twisted Pair
- Réalisation : Neil Breen
- Scénario : Neil Breen
- Montage : Neil Breen
- Musique : Neil Breen
- Pays d'origine : États-Unis
- Langue originale : Anglais
- Format : Couleur
- Genre : Science-fiction
- Date de sortie : 2018

## Distribution
- Neil Breen : Cade Altair, Cale Altair
- Sara Meritt : Alana
- Siohbun Ebrahimi : Donna
- Denise Bellini : Directeur d'agence
- Marty Dasis : Détective, Soldat
- Brad Stein : Détective
- John Smith Burns :
- Art MacHenster : Soldat
- Gregory Smith Burns : Cuzzx
- Jason Moriglio : Sans-abri
- Elvia Pimentei : Responsable d'agence
- Linda Quinn : Scientifique
- Kevin Jacques : Scientifique
- Ada Masters : Muse
- Astro-Eagle : Aigle